# The Very Best of Daryl Hall & John Oates
The Very Best of Daryl Hall & John Oates es un recopilatorio del dúo norteamericano Hall & Oates, fue lanzado el 23 de enero de 2001, alcanzó el puesto #28 en la Billboard 200 y el #1 en la lista Top Pop Catalog Albums y fue certificado platino por la RIAA.[cita requerida]
La compilación cuenta con 18 canciones, tres de ellas en su versión de sencillo.
En 2016 el álbum volvió a entrar en las listas estadounidenses, esta vez la compilación llegó al #10 en la lista Top Pop Catalog Albums y al #124 en la Billboard 200.[cita requerida]
En 2012 el álbum se lanzó en K2 HDCD.

## Lista de canciones
1. "Sara Smile" - (3:10)
2. "Rich Girl" - (2:27)
3. "It's a Laugh" - (3:46)*
4. "Wait for Me" - (4:09)
5. "You've Lost That Lovin' Feelin'" - (4:39)
6. "Kiss on My List" - (4:25)
7. "You Make My Dreams" - (3:10)
8. "Private Eyes" - (3:40)
9. "I Can't Go for That (No Can Do)" - (5:11)
10. "Did It in a Minute" - (3:40)
11. "Maneater" - (4:34)
12. "One on One" - (4:20)
13. "Family Man" - (3:27)
14. "Say It Isn't So" - (4:20)
15. "Adult Education" - (4:37)**
16. "Out of Touch" -  (4:12)*
17. "Method of Modern Love" - (5:35)
18. "Some Things Are Better Left Unsaid" - (5:26)

*Versión de sencillo     **Rock Mix

## Posicionamiento en listas
| Lista (2001)                     | Máxima Posición |
| -------------------------------- | --------------- |
| US Billboard 200[cita requerida] | 23              |

| Lista (2011)                          | Máxima Posición |
| ------------------------------------- | --------------- |
| US Top Pop Catalog Albums (Billboard) | 43              |

| Lista (2012)     | Máxima Posición |
| ---------------- | --------------- |
| US Billboard 200 | 34              |

| Lista (2015)                          | Máxima Posición |
| ------------------------------------- | --------------- |
| US Top Pop Catalog Albums (Billboard) | 1               |

| Lista (2016)                                          | Máxima Posición |
| ----------------------------------------------------- | --------------- |
| US Billboard 200[cita requerida]                      | 124             |
| US Top Pop Catalog Albums (Billboard)[cita requerida] | 10              |